# Ellen Pompeo
Ellen Kathleen Pompeo (n. 10 noiembrie 1969) este o actriță americană. A jucat rolul lui Meredith Grey în drama medicală Anatomia lui Grey.

## Copilăria
Ellen Kathleen Pompeo, fiica lui Joseph și a lui Kathleen Pompeo, s-a născut în Everett, Massachusetts. Mama actriței a murit în urma unei supradoze de analgezice când aceasta avea doar patru ani, iar tatăl său s-a recăsătorit la scurt timp după. Ellen are cinci frați și surori mai mari. În copilarie, era poreclită Creionul sau Stracciatella (o aromă de înghețată).